# Trojčetka

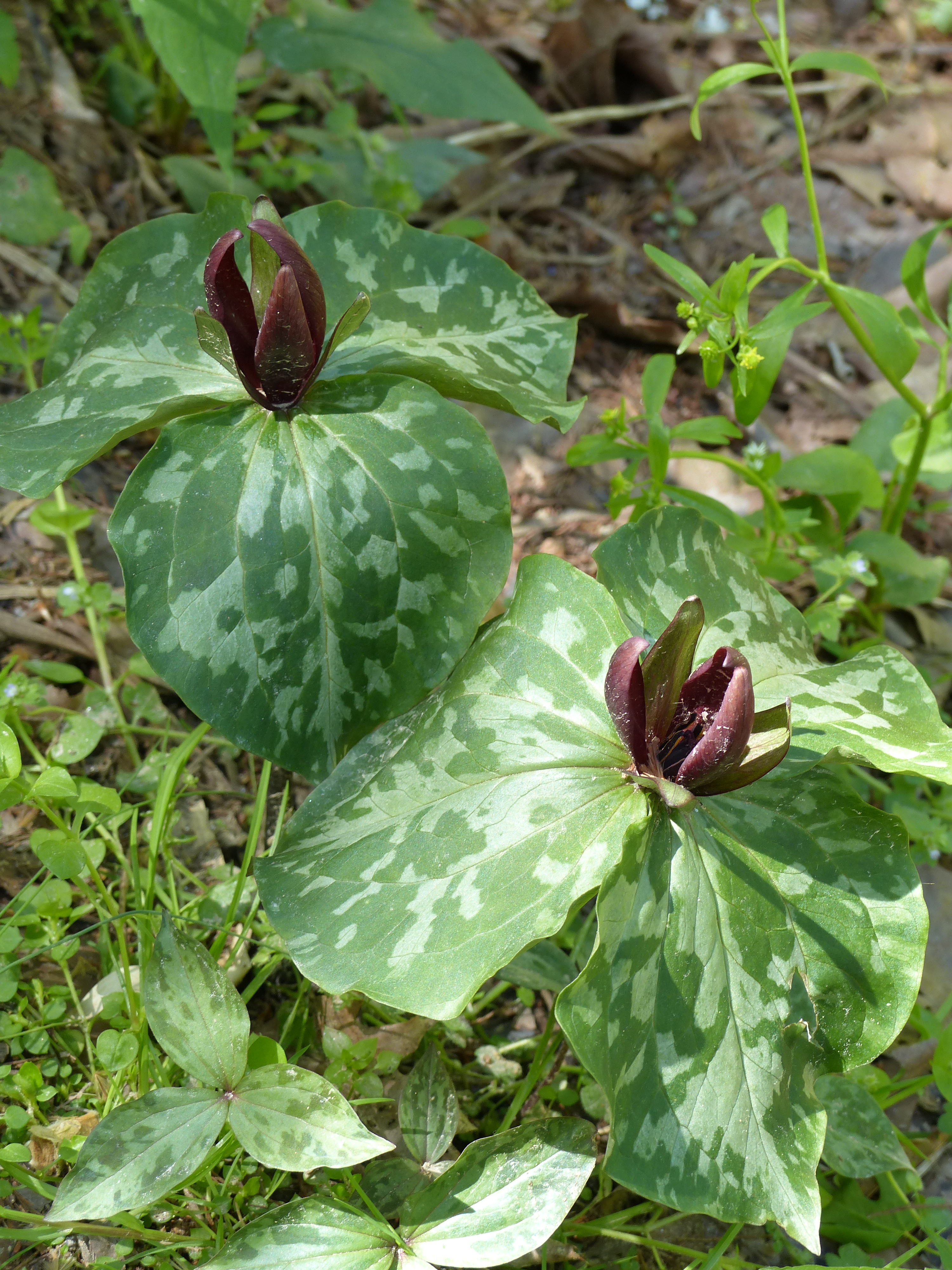
Trojčetka klínovitá (Trillium cuneatum)

Trojčetka (Trillium) je rod rostlin z čeledi kýchavicovité. Jsou to vytrvalé byliny s jednoduchou lodyhou nesoucí přeslen 3 listenů a jeden vrcholový květ. Český i odborný rodový název je odvozen od trojčetnosti květů i listenů. Plodem je dužnatá tobolka. Semena mají míšek a jsou roznášena mravenci. Rod zahrnuje 45 druhů a je rozšířen v Severní Americe a Asii. Nejvíce druhů roste na jihovýchodě USA. Plody a oddenky trojčetek jsou obecně považovány za jedovaté. Hlavními obsahovými látkami jsou saponiny a steroidy.
Trojčetky se pěstují jako okrasné stínomilné trvalky. Řada druhů je v podmínkách střední Evropy plně mrazuvzdorná. Nejčastěji pěstovaným druhem je trojčetka velkokvětá. Mají své místo v bylinném léčení původních obyvatel Severní Ameriky, kde byly používány zejména k usnadnění porodu a zastavení krvácení. Některé druhy jsou využitelné i jako zelenina či nouzová potrava.

## Popis
Trojčetky jsou vytrvalé byliny s podzemním oddenkem. Všechny druhy sezónně zatahují. Oddenek může být vodorovný až vzpřímený, nevětvený nebo řídce větvený, prodloužený nebo krátký, tlustý a dužnatý.
Lodyha je přímá nebo řidčeji poléhavá, nevětvená, zpravidla nadzemní (pouze u Trillium petiolatum podzemní), nesoucí na vrcholu přeslen tří listenů připomínajících listy, v jejichž středu vyrůstá přisedlý nebo stopkatý květ. Listeny jsou vejčité, obvejčité nebo eliptické, mohou být jednolitě zelené nebo s kresbou a mají dlanitou žilnatinu se 3 až 5 hlavními žilkami pospojovanými síťnatou sekundární žilnatinou. Květy mohou být přímé nebo převislé.
Okvětí je trojčetné, volné, rozlišené na kalich a korunu. Vnější kališní lístky jsou zpravidla zelené nebo hnědočervené, vytrvalé, vnitřní korunovité jsou nejčastěji purpurové, růžové, žluté, zelené nebo bílé, po odkvětu opadavé nebo vytrvalé. U některých druhů koruna chybí. Tyčinek je 6 a mají krátké nitky. Semeník je svrchní, vejcovitý až kulovitý, obsahuje 3 komůrky s mnoha vajíčky a nese krátkou, hluboce (někdy až k bázi) dělenou čnělku.
Plodem je dužnatá tobolka (někdy interpretovaná jako bobule), obsahující několik až mnoho eliptických, asi 2 až 4 mm dlouhých semen. Každé semeno má velký bílý nebo žlutavý, olejnatý míšek.
Tobolky zpravidla nepukají ve švech, ale prasklinou na boku.

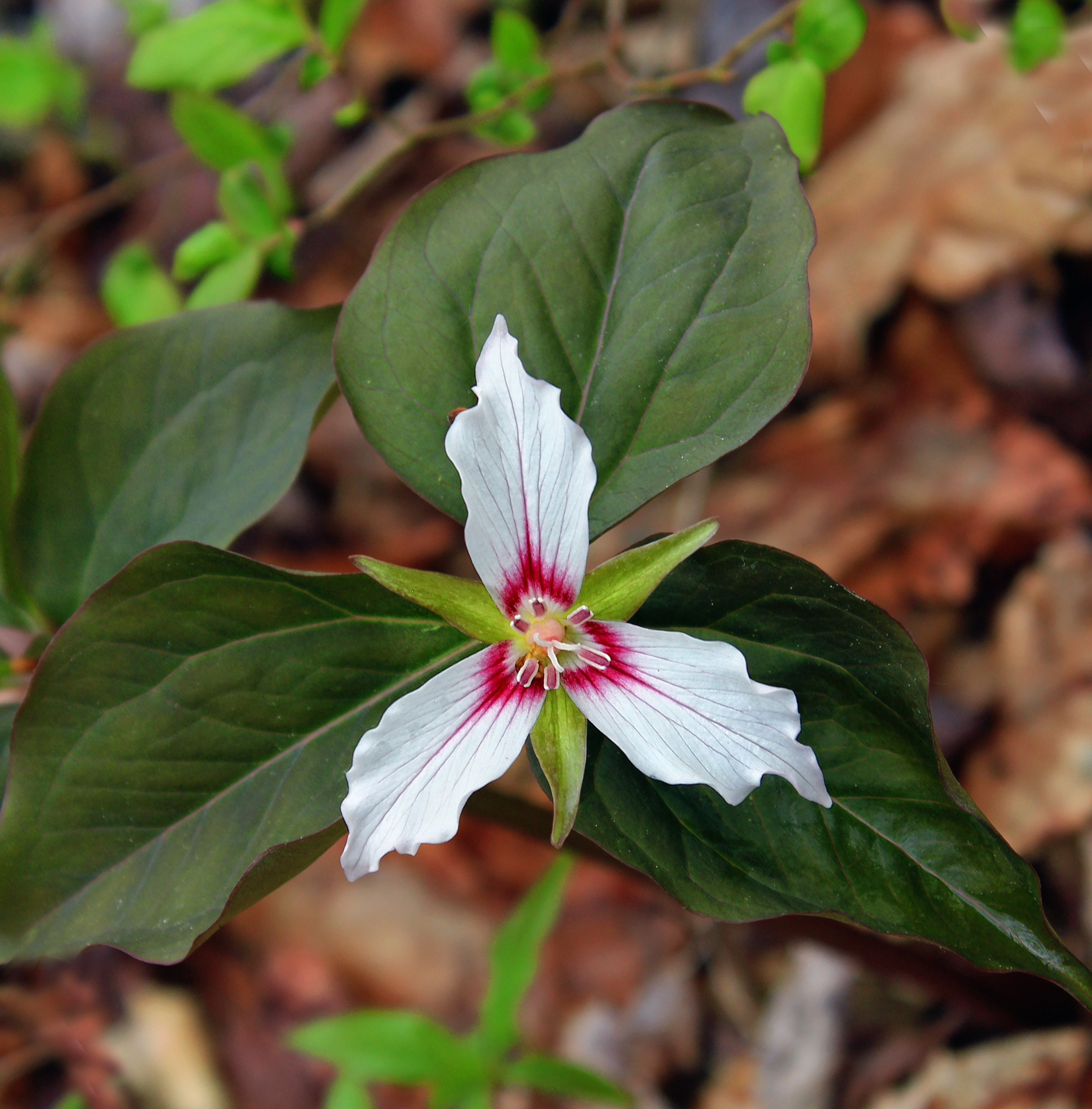
Pohledný druh Trillium undulatum
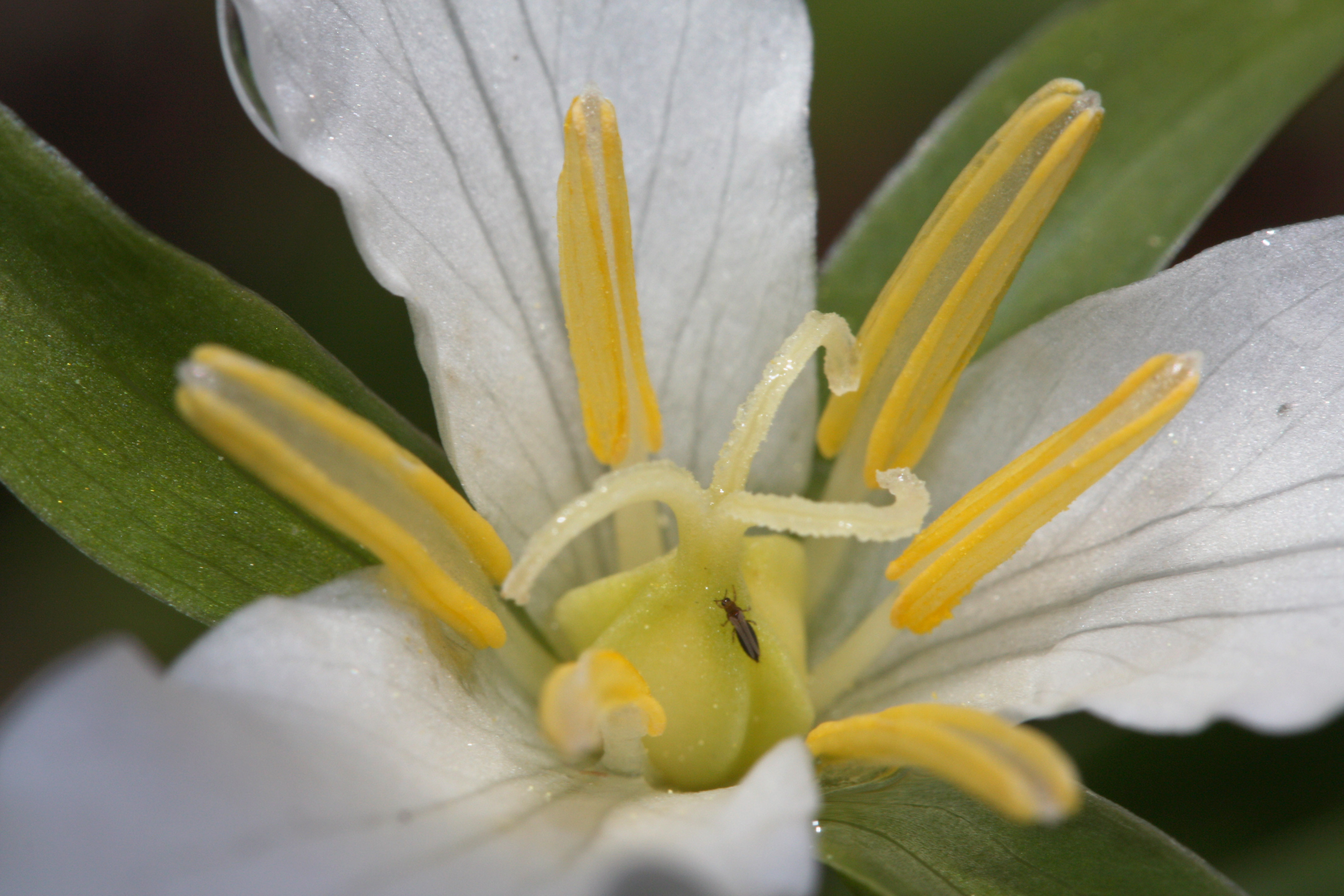
Detail středu květu Trillium ovatum
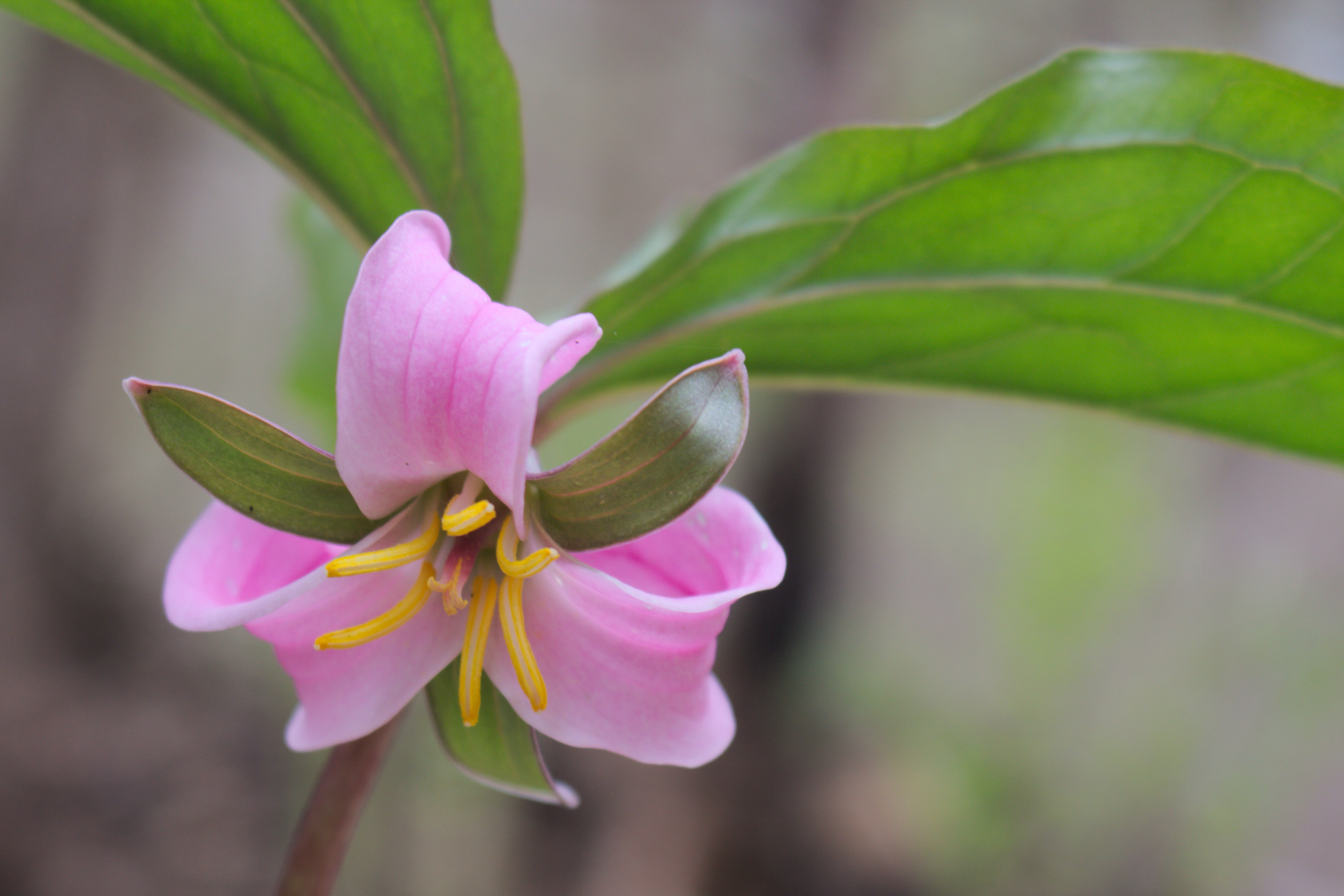
Nící květ Trillium catesbaei
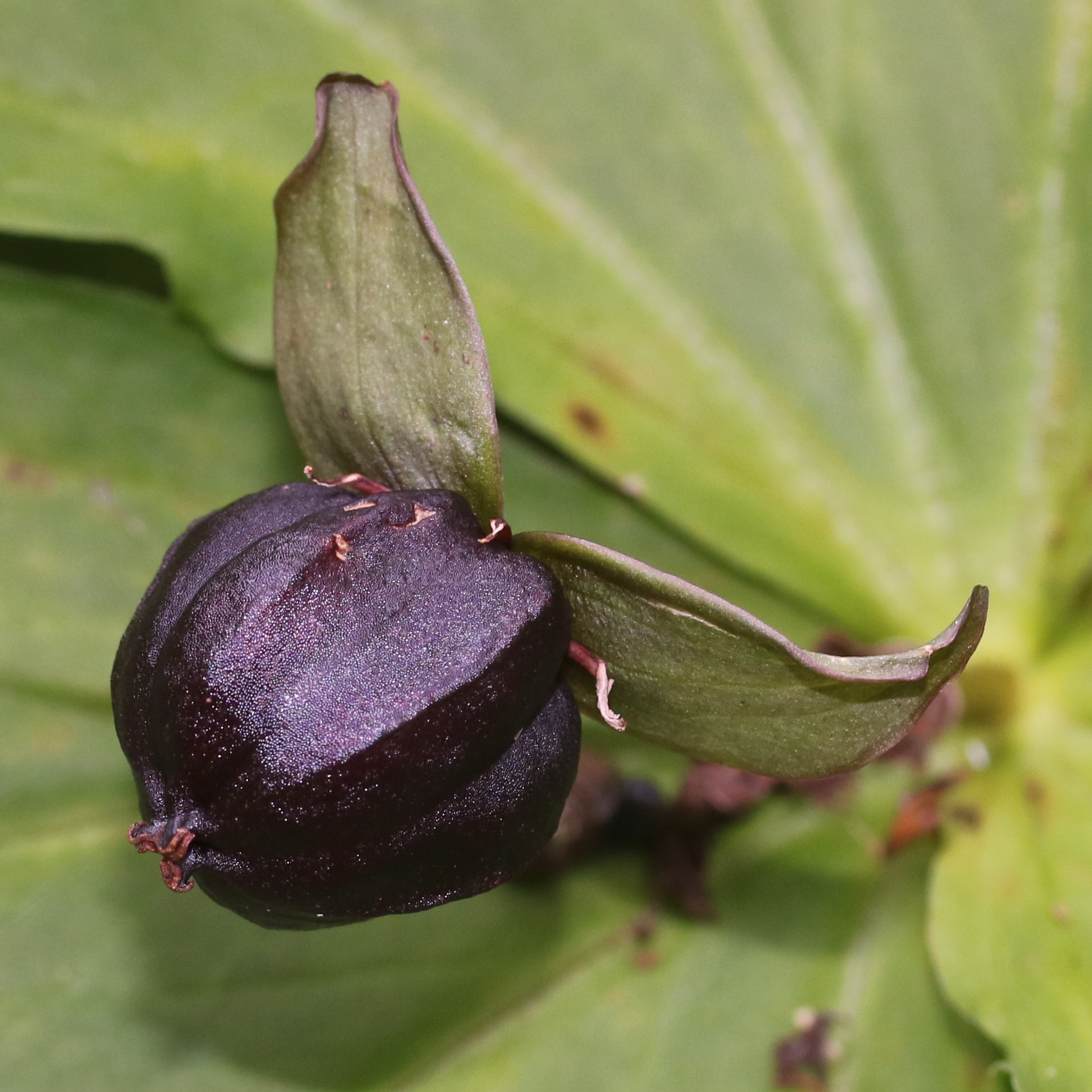
Zralý plod Trillium smallii

## Rozšíření
Rod trojčetka zahrnuje celkem 45 druhů. Je rozšířen v Severní Americe a Asii. Centrum druhové diverzity je na jihovýchodě USA v jižní části Appalačského pohoří. Trojčetky se vyskytují ve většině států USA s výjimkou pouštních oblastí amerického jihozápadu (Arizona, Nové Mexiko, Nevada a Utah). Několik druhů zasahuje i do Kanady. V Asii sahá areál rodu od Afghánistánu přes Himálaj a Čínu po Japonsko a Ruský Dálný východ.
Jsou to charakteristické byliny podrostu vlhkých a humózních lesů.
V přírodě trojčetky nezřídka tvoří velké populace. Například v národním parku Shenandoah ve Virginii se trojčetka velkokvětá vyskytuje v milionech jedinců. Některé jiné druhy, jako je například Trillium rugelii, jsou naopak vzácné.

## Ekologické interakce

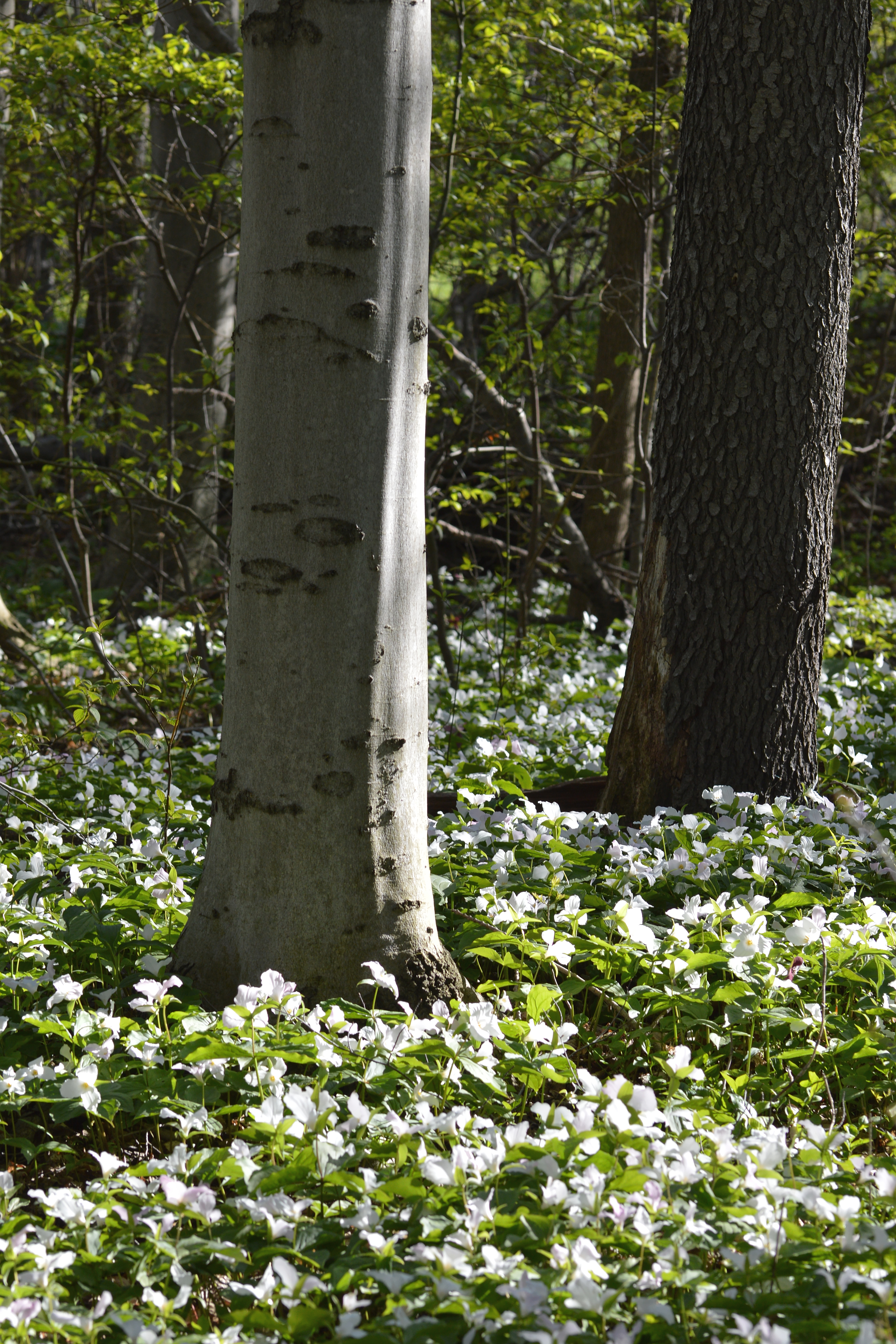
Porost trojčetky velkokvěté v kanadské provincii Ontario

Na semenech trojčetek se nachází výživné masíčko (elaiozóm), pro které je vyhledávají mravenci. Ti semena odnášejí do mraveniště a po konzumaci masíčka je vyhazují ven. Klíčící rostlinka tak získává výživné a zároveň chráněné stanoviště. Masíčka také přitahují vosy, které se někdy podílejí i na šíření semen, a plže a pozemní brouky, kteří zpravidla masíčko konzumují hned na místě a na šíření semen se proto nepodílejí.
Takový přenos však zpravidla nepřesahuje vzdálenost 10 metrů od mateřské rostliny. Existují však i způsoby podstatně dálkovějšího přenosu.
Bylo prokázáno, že semena trojčetky velkokvěté se na větší vzdálenosti (až několik kilometrů) šíří v trusu jelenů, kteří konzumují bobulovité plody. Výskyt tohoto druhu kopíruje v Severní Americe migrační trasy jelence běloocasého. Tento fenomén zřejmě přispěl k rozšíření daného druhu rostliny v poledové době.
Květy trojčetek jsou opylovány hmyzem. Druhy s vonnými a barevnými květy jsou opylovány blanokřídlým hmyzem. Hlavními opylovači trojčetky velkokvěté jsou čmeláci.
Některé druhy (Trillium sessile, T. cuneatum, T. erectum) mají červeně zbarvené květy s nepříjemným pachem, které lákají jako opylovače mouchy nebo brouky.
Motýlí housenky se na trojčetkách živí poměrně zřídka. V Severní Americe jsou na nich nacházeny housenky píďalky Scopula ordinata a drobné můry Clepsis melaleucana z čeledi obalečovití.

## Obsahové látky a jedovatost
Plody, semena a oddenky trojčetek jsou obecně považovány za jedovaté.
Po požití mohou způsobit podráždění zažívacího traktu, projevující se mj. silným zvracením. Hlavními obsahovými látkami jsou saponiny a steroidy. Pestrou paletu těchto látek obsahuje zejména severoamerická trojčetka vzpřímená (Trillium erectum) a asijský druh Trillium kamtschaticum. Jako vysloveně jedovaté jsou uváděny druhy trojčetka přisedlá (Trillium sessile), trojčetka nící (T. cernuum) a druh Trillium ovatum. Naproti tomu trojčetka velkokvětá a některé další druhy jsou využívány jako zelenina.
Z oddenků i natě trojčetky velkokvěté byl izolován saponin dioscin s prokázanou významnou aktivitou vůči Candida albicans, některým kvasinkám a plísním.

## Taxonomie
Rod Trillium je v současné taxonomii čeledi Melanthiaceae řazen do tribu Parideae. Nejblíže příbuzné rody jsou Paris (vraní oko) a monotypický severoamerický rod Pseudotrillium.
V minulosti byl rod Trillium řazen do široce pojaté čeledi Liliaceae, později společně s několika dalšími příbuznými rody (Paris, Daiswa a Kinugasa) do čeledi Trilliaceae. Výsledky fylogenetických analýz však ukázaly, že tato čeleď tvoří vývojovou větev uvnitř čeledi Melanthiaceae a následně byly proto obě čeledi sloučeny.
V rámci dané skupiny došlo také k taxonomickým úpravám na rodové úrovni. Do rodu Trillium byl vřazen druh Trillidium govanianum. V roce 2002 byl naopak z rodu Trillium vyjmut druh Trillium rivale do samostatného monotypického rodu Pseudotrillium. Rody Daiswa a Kinugasa byly vřazeny do rodu Paris.
Rod je rozdělován na dva podrody. Do podrodu Trillium se řadí druhy se stopkatými a většinou široce se otevírajícími květy, výhradně severoamerický podrod Phyllantherum zahrnuje druhy s květy přisedlými mezi listeny a obvykle se vzpřímenými korunními plátky. Listy jsou nezřídka skvrnité nebo jinak zdobené. Podrod Phyllantherum je podle výsledků fylogenetických studií monofyletický, zatímco podrod Trillium je parafyletický.

## Zástupci
- trojčetka drobnokvětá (Trillium parviflorum)
- trojčetka klínovitá (Trillium cuneatum)
- trojčetka nící (Trillium cernuum)
- trojčetka potoční (Trillium rivale)
- trojčetka přisedlá (Trillium sessile)
- trojčetka velkokvětá (Trillium grandiflorum)
- trojčetka vzpřímená (Trillium erectum)[20][21]

## Význam
Trojčetky jsou pěstovány jako okrasné stínomilné trvalky. Oblíbené jsou také mezi skalničkáři. Nejčastěji pěstovaným druhem je bělokvětá trojčetka velkokvětá (Trillium grandiflorum). Mezi další běžněji pěstované druhy náleží trojčetka vzpřímená (T. erectum) s přímými, většinou červenými květy, trojčetka nící (T. cernuum) s květy převislými a bělavými a trojčetka přisedlá (T. sessile) s tmavočervenými přisedlými květy a pestrými, ozdobnými listy. Barva květů je obecně u trojčetek dosti variabilní a byly vypěstovány i různé zahradní kultivary.
Trojčetky mají své místo v bylinném léčení původních obyvatel Severní Ameriky.
Indiáni je používali zejména ke stimulaci dělohy při porodu a využívali i jejich svíravého působení při krvácení. Nálev z oddenku trojčetky velkokvěté používali Indiáni kmene Potawatomi při bolavých bradavkách. V kmeni Menominee se syrový kořen používal jako obklad na otoky očí a po úpravě byl používán při menstruaci. Dále byl tento druh aplikován při revmatu, jako desinfekce, analgetikum a diuretikum a k vyvolání potratu.
Trojčetka přisedlá (T. sessile) a druh Trillium ovatum jsou zevně používány na opařeniny a bolavé oči. Rovněž Trillium chloropetalum slouží při ošetřování opařenin a zranění a jako analgetikum. Oddenky T. govanianum jsou použitelné při úplavici. Druh T. ovatum slouží i jako afrodiziakum a ke zvýšení sexappealu.
Oddenek trojčetky vzpřímené byl používán k usnadnění porodu. Jeho používání v těhotenství se však doporučuje pouze pod dohledem kvalifikovaného odborníka. Další oblasti využití jsou menopauza, menstruační potíže, astma, střevní potíže, vředy a kašel. K urychlení porodu byly užívány také květy, kalichy a listy Trillium undulatum.
Sušený oddenek trojčetky vzpřímené a dalších druhů byl v letech 1916 až 1947 v USA součástí oficiálního lékopisu. Byl užíván jako adstringens, tonikum, alterativum a expektorans, nověji i jako děložní stimulans.
Pro Američany jsou trojčetky symbolem jara. Stylizovaný květ trojčetky velkokvěté je oficiálním symbolem kanadské provincie Ontario a je státním květem amerického státu Ohio.
Trojčetka velkokvětá slouží po uvaření jako zelenina a je využitelná jako potrava v případě nouze.
Rovněž listy trojčetky vzpřímené lze použít k přípravě salátů a špenátu. Oddenky T. petiolatum jsou používány jako předkrm.

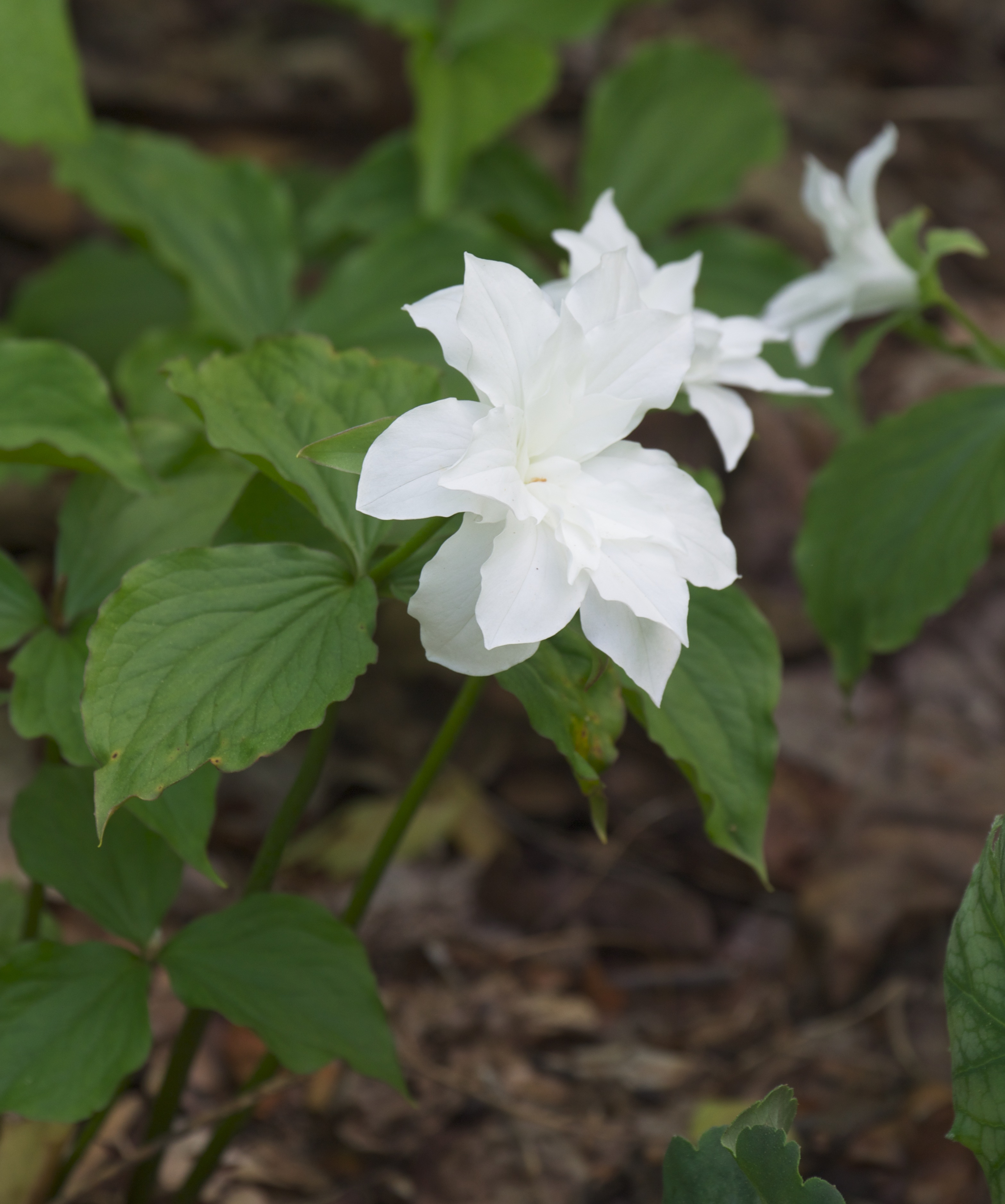
Plnokvětý kultivar trojčetky velkokvěté 'Pamela Copeland'
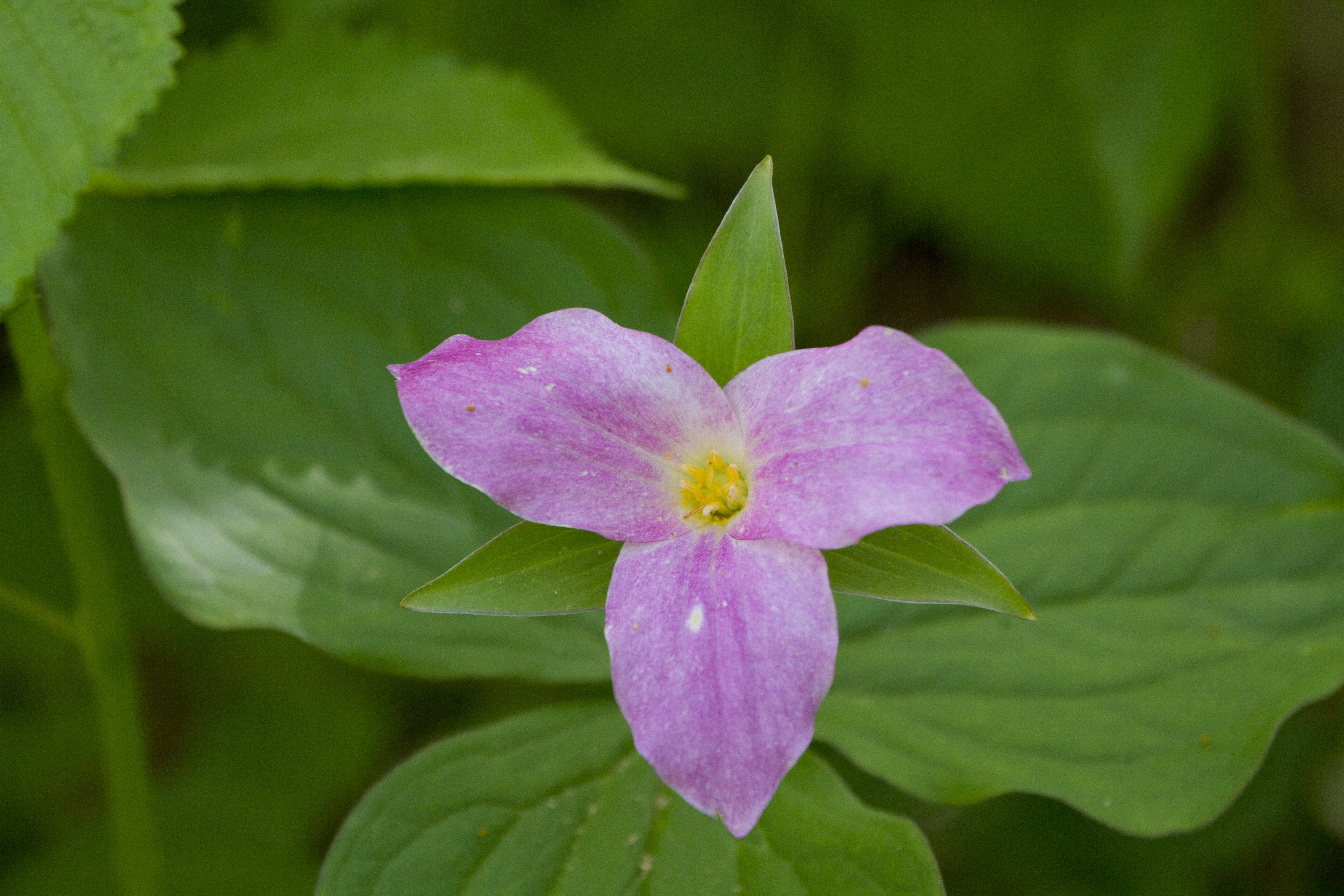
Růžovokvětá forma trojčetky velkokvěté
Vlajka provincie Ontario se stylizovaným květem trojčetky velkokvěté

## Pěstování
Většina druhů je v podmínkách střední Evropy mrazuvzdorná (zóna odolnosti 5, u některých druhů i 4). Vyhovuje jim stinné stanoviště a hluboká, humózní, dostatečně vlhká, avšak dobře odvodněná půda. Koření poměrně hluboko. Některé druhy z jižních oblastí USA s výrazným letním suchým obdobím po jarním odkvětu brzy zatahují a nevadí jim letní sucho. V příznivých podmínkách jsou trojčetky dlouhověké a mají tendenci se rozrůstat. Škůdci ani choroby je většinou nenapadají, rašící výhony na jaře někdy ožírají šneci nebo slimáci. Přesazování rostlin z volné přírody bývá většinou neúspěšné. Množí se nejlépe dělením oddenku mimo vegetační sezónu na podzim nebo v předjaří. Lze je množit i výsevem semen, mladé rostliny ale poprvé vykvétají po 5 až 7 letech.

## Přehled druhů a jejich rozšíření

### Druhy východu a jihu Severní Ameriky
- Trillium catesbaei – jv. USA
- Trillium cernuum – v. polovina Kanady a USA
- Trillium cuneatum – jv. USA
- Trillium decipiens – jv. USA
- Trillium decumbens – jv. USA
- Trillium discolor – jv. USA
- Trillium erectum – v. Kanada a USA
- Trillium flexipes – v. polovina Kanady a USA
- Trillium foetidissimum – jv. USA
- Trillium georgianum – jv. USA (Georgia)
- Trillium gracile – j. USA
- Trillium grandiflorum – v. Kanada a USA
- Trillium lancifolium – jv. USA
- Trillium ludovicianum – jv. USA (Louisiana, Mississippi)
- Trillium luteum – jv. USA
- Trillium maculatum – jv. USA
- Trillium nivale – sv. čtvrtina USA
- Trillium oostingii – jv. USA (Jižní Karolína)
- Trillium persistens – jv. USA (Jižní Karolína, Georgia)
- Trillium pusillum – j., jv. a v. USA
- Trillium recurvatum – v. polovina USA a Texas
- Trillium reliquum – jv. USA
- Trillium rugelii – jv. USA
- Trillium sessile – stř. a v. USA
- Trillium simile – jv. USA
- Trillium stamineum – jv. USA
- Trillium sulcatum – jv. USA
- Trillium underwoodii – jv. USA
- Trillium undulatum – v. Kanada a USA
- Trillium vaseyi – jv. USA
- Trillium viride – stř. v. USA (Illinois, Missouri)
- Trillium viridescens – stř. a j. USA

### Druhy západu Severní Ameriky
- Trillium albidum – západ USA
- Trillium angustisepalum – stř. Kalifornie
- Trillium chloropetalum – stř.z. Kalifornie
- Trillium kurabayashii – z. USA
- Trillium ovatum – z. Kanada a USA
- Trillium petiolatum – sz. USA

### Asijské druhy
- Trillium apetalon – Japonsko a Sachalin
- Trillium camschatcense – Japonsko, Korea, Ruský Dálný východ, Mandžusko
- Trillium channellii – Japonsko
- Trillium govanianum – v. Afghánistán až Himálaj
- Trillium smallii – Sachalin a Japonsko
- Trillium taiwanense – v. Tchaj-wan
- Trillium tschonoskii – Tibet a v. Himálaj až Japonsko[3]